# FEMESA
Ferrocarriles Metropolitanos Sociedad Anónima (FEMESA) fue una empresa estatal argentina creada por decreto en el año 1991 bajo la presidencia de Carlos Saúl Menem para la operación de los servicios ferroviarios metropolitanos de pasajeros del Gran Buenos Aires hasta alcanzar su total traspaso a empresas privadas por medio del sistema de concesión. La creación de Ferrocarriles Metropolitanos S.A. representaba una etapa intermedia dentro del proceso de desmembración y privatización de la empresa estatal Ferrocarriles Argentinos. A partir del 1.º de abril de 1991 FEMESA quedó a cargo de la operación de los servicios suburbanos de las líneas Mitre, Belgrano, San Martín, Roca, Urquiza y Sarmiento. El proceso de privatización se extendió desde enero de 1994 hasta mayo de 1995. Cumplido el objetivo para la cual había sido creada, FEMESA fue declarada en "Estado de Liquidación" en enero de 1997, extinguiéndose su personería jurídica finalmente en el año 2004.

## Historia

### Formación de la Red

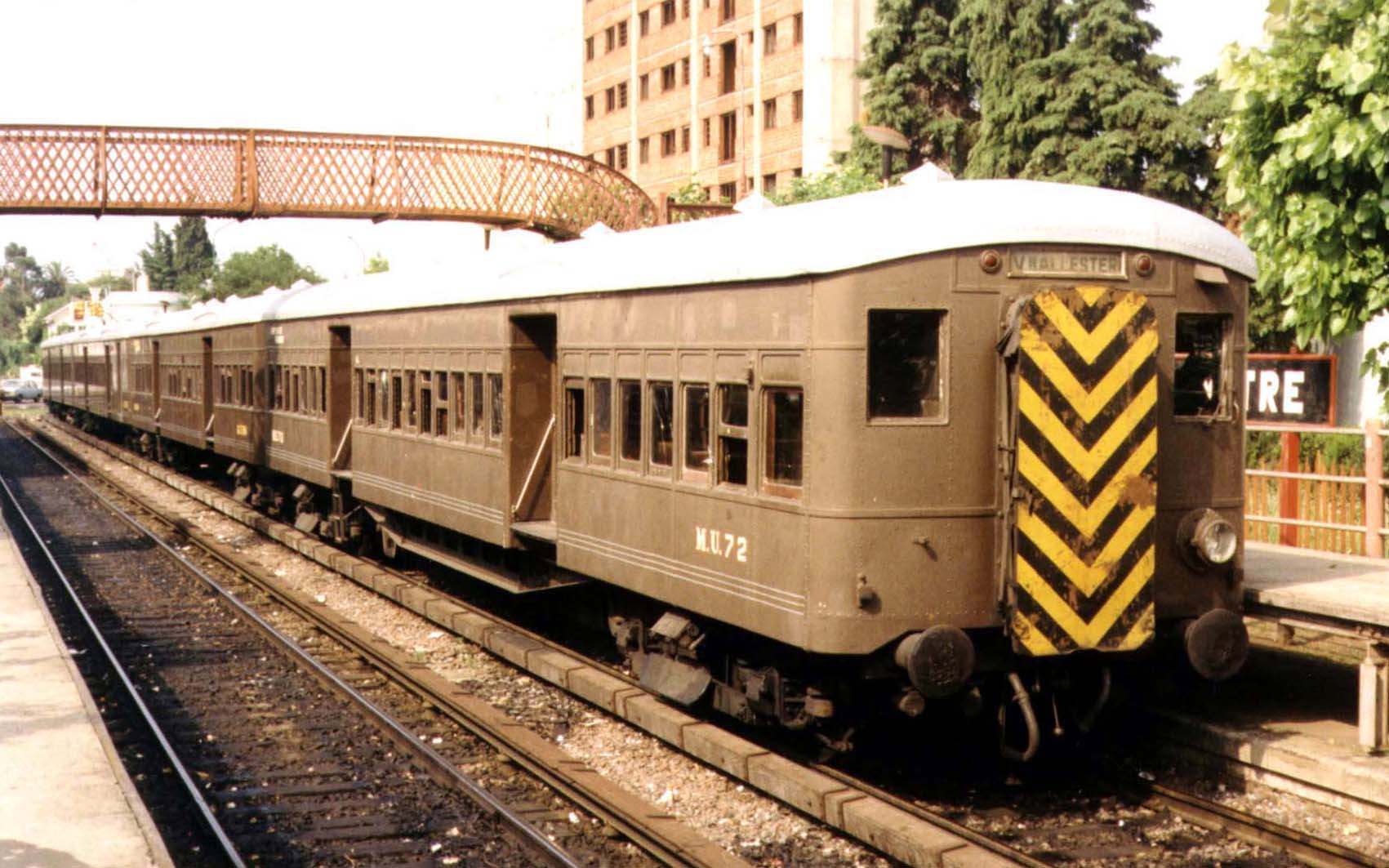
Tren con coches Metropolitan Vickers, adquiridos a principios del por el FCCA. Estuvieron en servicio hasta fines de los años 1990

La primera línea de ferrocarril de la Argentina comenzó a prestar servicios en 1857 entre las estaciones Del Parque (hoy Teatro Colón) y La Floresta, dentro del actual territorio de la Ciudad de Buenos Aires y bajo la administración de la Sociedad del Camino de Hierro de Buenos Aires al Oeste (luego Ferrocarril Oeste). A partir de 1870 y sobre todo en la década de 1880 se produce un gran avance de la red ferroviaria argentina, con la expansión de las líneas existentes y el surgimiento de numerosas empresas nuevas, algunas estatales, aunque en su mayoría eran empresas privadas de capital británico y unas pocas de origen francés que surgieron sobre todo a comienzos del siglo XX. En 1872 todas las empresas ferroviarias que operaban desde la ciudad de Buenos Aires firmaron un convenio para utilizar la Estación Central que se hallaba al norte de la Casa Rosada, junto a la Aduana de Taylor (hoy desaparecida). Dicha estación, que pertenecía al Ferrocarril de Buenos Aires al Puerto de Ensenada, funcionó hasta 1897 cuando fue destruida por un incendio, consolidándose desde allí las terminales ferroviarias de Retiro, Once, Constitución y Casa Amarilla (luego desactivada).
El origen de la red basado en múltiples empresas ferroviarias generó la utilización de distintas trochas (ancha, angosta e internacional) según las posibilidades de cada emprendimiento, haciendo inviable su futura interconexión. A su vez, la necesidad de las empresas de contar con un acceso propio a la ciudad de Buenos Aires para evitar el pago de un "canon" por el uso de vías ajenas, llevó a una superposición innecesaria de líneas que derivó en problemas económicos dada la escasa o, en algunos casos, nula franja de influencia con que terminaba contando cada una de las empresas. Desde fines del siglo XIX y comienzos del XX se inicia un proceso de consolidación de la red existente, con la fusión de varias empresas ferroviarias, el cierre de algunos ramales, la ampliación de las estaciones existentes y la electrificación de los ramales metropolitanos del F.C.O. y del F.C.C.A. Un proyecto aprobado en la primera década del siglo XX contemplaba la construcción de un tren eléctrico entre La Plata y Retiro, cuyo tramo dentro de la ciudad de Buenos Aires correría de manera subterránea. Dicho tren circularía a una velocidad de 120 km/h uniendo ambas terminales en 35 minutos, sin embargo dicho proyecto nunca se concretó.

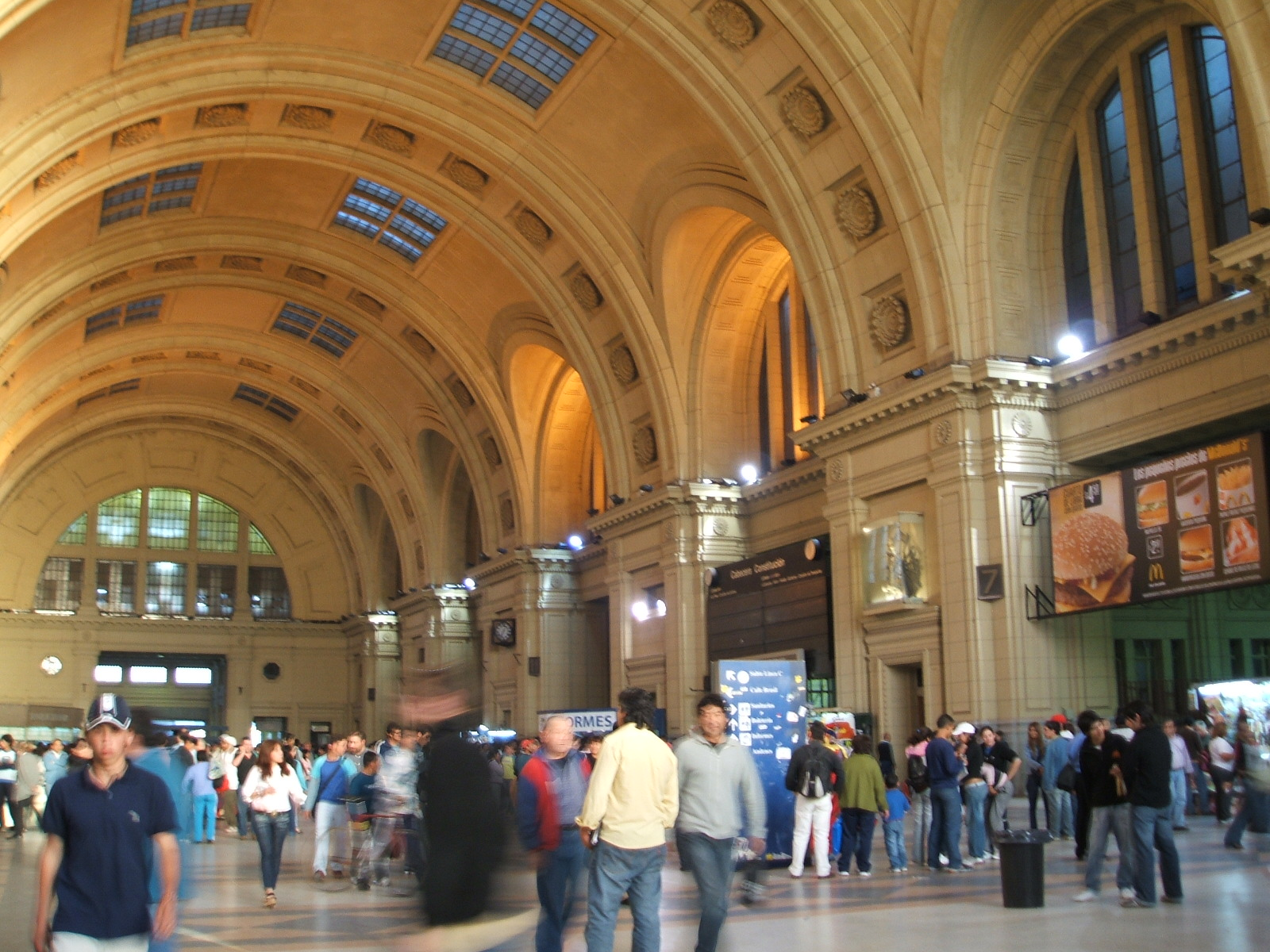
Hall de la estación Plaza Constitución construido en los años 1920

A partir de 1915 el Estado Nacional comenzó a tomar un rol más protagónico en la expansión e interconexión del sistema ferroviario, hasta la definitiva nacionalización de las empresas privadas ocurrida entre 1947 y 1948, durante la primera presidencia de Juan Domingo Perón. Posteriormente la administración de las distintas empresas ferroviarias nacionales se unificó a través de la E.F.E.A. (Empresa Ferrocarriles del Estado Argentino), luego rebautizada como Ferrocarriles Argentinos.
Desde la nacionalización hasta 1959 la red ferroviaria argentina mantuvo una extensión aproximada de 44.000 kilómetros. A partir de allí, la expansión del transporte automotor y el creciente déficit operacional y económico de Ferrocarriles Argentinos llevó al cierre y levantamiento de numerosas líneas y ramales, reduciéndose la extensión total del sistema a 34.113 kilómetros en 1980. El proceso de industrialización que estaba desarrollando la Argentina requería de un Estado fuerte, y unos ferrocarriles en manos nacionales que impulsen la producción nacional.
La red ferroviaria continuó creciendo hasta 1954, año en que se llegó a los 47 mil kilómetros de extensión, el mayor récord de extensión en su historia. Junto a ello durante esta etapa peronista se crearon las escuelas técnicas; dentro de la Empresa FF.C.A se realizó la capacitación.
Durante la gestión estatal de la red metropolitana de Buenos Aires se produce el reemplazo de todas las locomotoras a vapor por locomotoras diésel; se incorporan nuevas formaciones eléctricas importadas de Japón para las líneas Mitre, Sarmiento y Urquiza; se construye el Viaducto Sarandí; se remodelan las terminales Federico Lacroze y Once de Septiembre; se implementa durante un breve período un servicio experimental de pasajeros entre Caballito y Puerto Madero a través del túnel de cargas del ex FCO; se procede a clausurar el tramo Bartolomé Mitre-Delta del ramal Retiro-Delta por correr a poca distancia del ramal Retiro-Tigre, mientras que, paralelamente, se extiende el servicio del Ferrocarril Urquiza desde la estación Campo de Mayo hasta General Lemos. Finalmente, la última intervención estatal en los ferrocarriles metropolitanos incluyó la electrificación del algunos ramales del Ferrocarril General Roca, entre fines de los años 1970 y mediados de los 1980. 
Para aquel entonces la empresa Ferrocarriles Argentinos presentaba un gran déficit económico-financiero, destacándose problemas de infraestructura por la antigüedad del sistema de vías y del material rodante, la falta de un mantenimiento adecuado y una cantidad de personal que resultaba excesiva y mal distribuida.
En 1988 la Secretaría de Transporte de la Nación realizó un análisis para la reorganización de la empresa y la incorporación de capital privado. En dicho estudio se plantearon diversas alternativas como la privatización total de Ferrocarriles Argentinos; la creación de una empresa mixta estatal-privada; o la subdivisión de Ferrocarriles Argentinos en diversas empresas más pequeñas, una por cada línea existente o por cada región. Conrespecto a la incorporación del capital privado se recomendaba firmar contratos de concesión donde las empresas se hicieran cargo de la movilidad y del mantenimiento, mientras que el Estado coservaba la propiedad de la infraestructura.

### Proceso de Reorganización

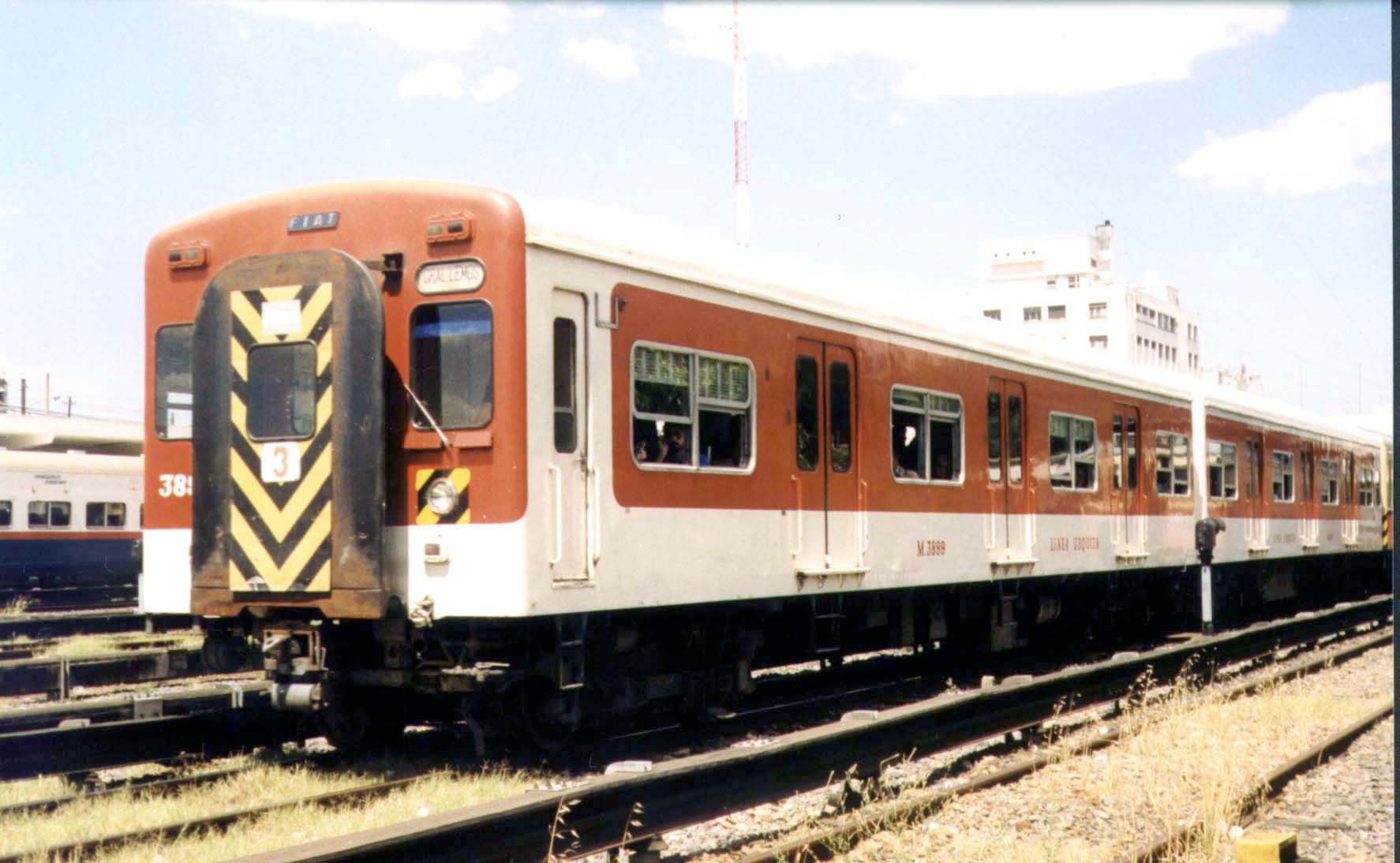
Formaciones japonesas adquirdas en los años 1970, con el esquema de colores de Ferrocarriles Argentinos (año 1990).

En 1989, apenas iniciada la primera presidencia de Carlos Menem, se sancionó la Ley de Reforma del Estado, que declaraba la emergencia en la prestación de los servicios públicos y todo el funcionamiento de la Administración Pública Nacional, con vistas a una futura reorganización de las empresas estatales, incluyendo su privatización, concesión o liquidación. En el Anexo I de dicha ley, la empresa Ferrocarriles Argentinos fue incluida con la figura de "Concesión". En cumplimiento de la mencionada Ley, el Poder Ejecutivo Nacional dictó el Decreto N.º 666/89, estableciendo las primeras pautas generales para el proceso de concesión de los servicios prestados por Ferrocarriles Argentinos, fijándose como objetivos prioritarios incrementar el transporte de cargas y efectuar controles más enérgicos para el cobro de pasajes en los servicios de pasajeros, todo ello con el fin de disminuir la necesidad de financiamiento por parte del Estado Nacional. El Plan de Coyuntura durante la intervención debía incluir, entre otras medidas, la racionalización de los servicios, la reducción del plan de obras, la incorporación de material rodante mediante la figura de "leasing", la venta o alquiler de los inmuebles ociosos, la licitación inmediata para la explotación del ramal Borges-Delta y el inicio de negociaciones para el traspaso de otras líneas y ramales a empresas privadas, provincias o municipios.
En el marco del mencionado decreto, el 1° de septiembre de 1989, Ferrocarriles Argentinos efectuó el llamado a Licitación Pública Nacional e Internacional para la explotación de un sistema de transporte ferroviario entre la estación denominada Mitre II (hoy estación Avenida Maipú) y la ex estación Delta incluyendo además la comercialización de las áreas aledañas dentro del mencionado corredor. El 5 de septiembre de 1991, se preadjudicó la citada licitación a la Sociedad Comercial del Plata S.A., la cual constituyó al efecto la empresa Tren de la Costa S.A. El Contrato de Concesión fue suscripto en 1992 y se aprobó el 11 de febrero de 1993.
Paralelamente, en 1990, se elaboró el Plan de Restructuración del Sistema Ferroviario, en el cual se estableció que la empresa Ferrocarriles Argentinos era irrecuperable en las condiciones existentes y que a su vez el Estado era incapaz de continuar financiando el déficit del sector y las inversiones necesarias. Desde el punto de vista comercial se evaluó que el transporte de cargas poseía perspectivas favorables, mientras que en el caso del transporte de pasajeros interurbanos el único corredor económicamente viable era el que unía Buenos Aires con Mar del Plata, seguido por el Buenos Aires-Rosario-Córdoba, quedando en un escalón inferior los servicios desde Buenos Aires hacia Tucumán y Mendoza.[cita requerida] Conrespecto al transporte de pasajeros metropolitanos del Gran Buenos Aires se estableció que el mismo no era rentable sin la ampliación de subsidios gubernamentales, pero que su importancia exigía continuar prestando el servicio. La estrategia planteada por el plan preveía la separación de la empresa en diferentes unidades de negocio, para la posterior privatización de los servicios a través de contratos de concesión, sin desprenderse de los activos. Dentro de este marco global la red de cargas sería subdivida en seis subsistemas (uno por cada línea) para su traspaso a operadores privados, mientras que los servicios metropolitanos quedarían a cargo de una nueva empresa estatal para su posterior concesión. Conrespecto a los servicios de pasajeros interurbanos inicialmente se contempló privatizar separadamente el corredor Buenos Aires-Mar del Plata, pasando el resto de los servicios a las empresas concesionarias de cargas, sin embargo, finalmente se decidió escindir ambos negocios, ofreciendo los corredores interurbanos a las provincias y en caso de que estas no los aceptaran los mismos serían cancelados, como finalmente ocurrió en la mayoría de los casos. Entre otras medidas, se crearía un nuevo marco regulatorio, se revisarían los reglamentos técnicos-operativos, se crearía una Autoridad de Transporte del Área Metropolitana de Buenos Aires (ATAM) y una unidad encargada de la venta y/o desarrollo de los inmuebles existentes. Por su parte, la Municipalidad de Ciudad de Buenos Aires, solicitó que el proceso de concesión incluyera la explotación de los servicios de pasajeros operados por la empresa Subterráneos de Buenos Aires S.E.
En junio de 1990 se aprobó un "Memorandum de Entendimiento para la Reestructuración de Ferrocarriles Argentinos", suscripto entre el Banco Mundial, las autoridades de la empresa estatal y el Gobierno Nacional. Según dicho Memorándum, Ferrocarriles Argentinos se comprometía a realizar una drástica reducción de su personal, mientras que el organismo multilateral se encargaría de financiar el proceso y de monitoriar la reestructuración de la empresa. El acuerdo también preveía la separación y posible concesión del servicio metropolitano de pasajeros, el cual sería operado por una nueva empresa constituida por Ferrocarriles Argentinos, la Municipalidad de la Ciudad de Buenos Aires y la Provincia de Buenos Aires.
En marzo de 1991, una prolongada huelga de los trabajadores ferroviarios en reclamo del congelamiento salarial producto de la Emeergenci Económica lo que provocaría salarios atrasados y pérdida de poder adquisitivo, provocó que el Gobierno Nacional anunciara la inminente privatización del sector. Como primer paso de este anuncio se creó la empresa Ferrocarriles Metropolitanos Sociedad Anónima (FE.ME.S.A.) por medio del decreto 502/91, cuyo fin sería el de atender los servicios de pasajeros en el área metropolitana de Buenos Aires, contemplando integrar la operación de los servicios de trenes subterráneos. Entre los fundamentos del mencionado decreto se destacaba que los servicios metropolitanos de pasajeros, pese a sus ventajas comparativas con otros medios de transporte, resultaban ineficientes a causa de los problemas organizativos, administrativos, técnicos y económicos que sufría la empresa Ferrocarriles Argentinos. Las diferentes intensidades en el uso de la infraestructura, el material rodante y el personal conrespecto a los servicios interurbanos también justificaban la desvinculación de ambas administraciones.
En el mismo decreto se aclaraba que la modernización de los servicios requería importantes inversiones que el Estado Nacional no estaba en condiciones de encarar y que, por lo tanto, la única función de FEMESA sería administrar los ferrocarriles metropolitanos hasta concretar su consolidación como ente separado de Ferrocarriles Argentinos, para en un siguiente paso ofrecer la explotación comercial de los corredores a empresas privadas por medio de contratos de concesión. Por lo tanto, desde su misma creación, FEMESA solo constituía una etapa intermedia del proceso hasta alcanzar la total privatización del sistema.
El capital de Ferrocarriles Metropolitanos S.A. fue constituido en un 99% por el Estado Nacional y en un 1% por Ferrocarriles Argentinos. Dicha empresa comenzó a operar los servicios urbanos y suburbanos del área metropolitana de Buenos Aires a partir del 1.º de abril de 1991.

### Traspaso a Empresas Privadas
El 25 de abril de 1995 se inauguró al público el Tren de la Costa, explotado por Sociedad Comercial del Plata. Durante su primer año, este servicio turístico había sido utilizado 2.900.000 personas, cifra que se elevó en 1996 a 3.300.000 usuarios, llegándose a trasportar unos 100.000 pasajeros por fin de semana. Por aquel entonces la empresa aspiraba a alcanzar los 25 millones de usuarios al año. Este ferrocarril, postal de modernidad y eficiencia, fue considerado un emblema de los años ´90 y hasta el propio presidente Carlos Menem lo condujo en su viaje inaugural, sin embargo, nunca fue considerado como un medio de transporte público sino como un servicio recreativo con una tarifa diferencial, de valor superior al de los demás ferrocarriles metropolitanos. El servicio había sido especialmente diseñado como un tren turístico, confortable y ecológico que atravesaba una zona residencial de alto poder adquisitivo, con vistas privilegiadas al Río de la Plata y con estaciones que funcionaban como centros de compras con locales de primeras marcas, restaurantes, supermercados y cines.
Paralelamente el Decreto N.º 1143/91 estableció el marco normativo y regulatorio para la privatización de los servicios de pasajeros operados por FEMESA y SBASE. El mencionado decreto ratificó que el traspaso a empresas privadas se realizaría bajo la modalidad de concesión, incluyendo dentro de la misma, la operación de los trenes y la explotación comercial de los locales u otras instalaciones asignadas al concesionario, bajo la obligación de ofrecer un nivel mínimo de calidad en los servicios (frecuencias, tiempos de viajes, confiabilidad, confort, seguridad) y encargarse de las tareas de mantenimiento y rehabilitación del material rodante, de los equipos y de la infraestructura. Quedaban excluidas de la concesión las terminales ferroviarias y cualquier otra estación determinada por la Autoridad de Aplicación, en este caso constituida por el Ministerio de Economía y Obras y Servicios Públicos de la Nación, con la participación de la Municipalidad de la Ciudad de Buenos Aires. Para llevar adelante el proceso de licitación, la red operada por FEMESA y SBASE, sería clasificada y reunida en dos o más grupos de servicios que serían licitados de manera separada, pudiendo una misma empresa resultar adjudicataria de dos o más grupos de servicios, aunque no de la totalidad de ellos. La duración de cada concesión sería de diez años, prorrogable por períodos de diez años corridos, aunque estaba previsto, que el concesionario a cargo de los servicios de SBASE, contara con un plazo mayor que el de los demás concesionarios.
Cada concesionario cobraría por los servicios operados una tarifa fijada por la Autoridad de Aplicación, según la capacidad media económica de los usuarios. Sin embargo, el Estado Nacional reconocía la imposibilidad de afrontar los costos globales (inversión y explotación) y obtener además una rentabilidad razonable a través del cobro de tarifas, por lo tanto, se establecía la posibilidad de que el Estado otorgara a las empresas un ingreso periódico adicional en forma de subsidio, el cual debía ser especificado por cada concesionario al momento de la licitación, aclarándose que en la última etapa de evaluación sería decisivo el menor nivel de subsidio requerido por cada empresa.

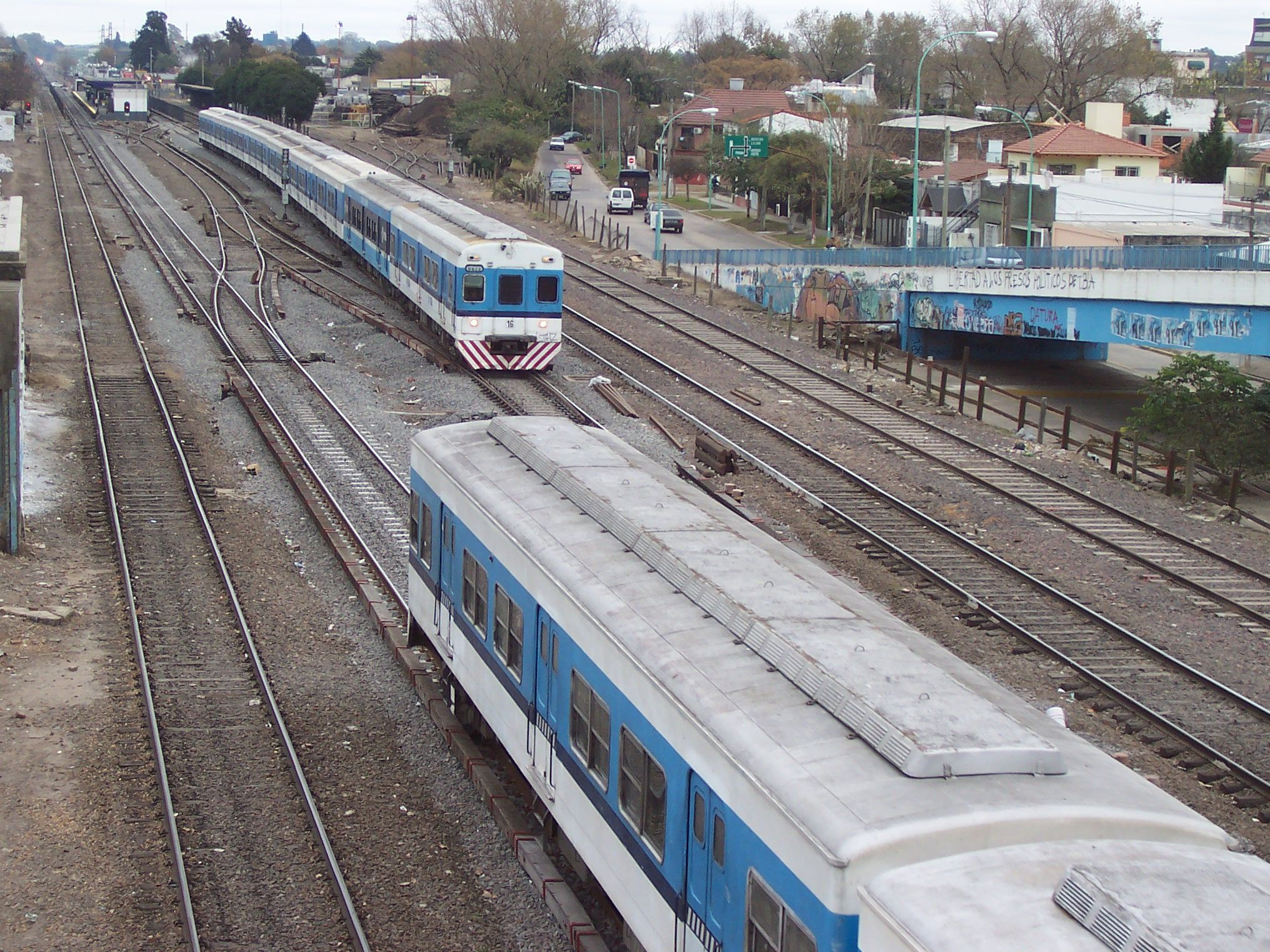
Formaciones de la exempresa TBA en la línea Sarmiento.

En abril de 1992 se inició el proceso licitatorio presentándose siete consorcios interesados: Ferrocarril Metropolitano, Ferrovías, Metrovías, Pardo Rabello, Trainmet, Ferrometro Argentino y Metrobaires. Los reclamos y las impugnaciones interpuestas por los oferentes prolongaron el proceso de selección hasta diciembre de 1994. Inicialmente Metrovías se adjudicó las líneas Mitre, Sarmiento, Urquiza y la red de Subterráneos; Trainmet, adquirió la explotación del Belgrano Sur, el San Martín y el Roca; mientras que Ferrovías se quedó con la línea Belgrano Norte. La privatización de FEMESA se inició el 1 de enero de 1994 con la transferencia del Ferrocarril Urquiza, la red de Subterráneos y el Premetro a la empresa Metrovías y concluyó en mayo de 1995 al aceptar el Ministerio de Economía la reestructuración de uno de los consorcios oferentes, adjudicándose las líneas Mitre y Sarmiento a la empresa Trenes de Buenos Aires.
Desde 1989 hasta 1995 el proceso de privatización de empresas públicas sufrió diversas modificaciones y déscréditos. Inicialmente la tarea había sido encomendada a Roberto Dromi, a cargo del Ministerio de Obras y Servicios Públicos (MOySP), que tras varias irregularidades y acusaciones de corrupción terminó siendo suprimido. La segunda etapa fue encabezada por Domingo Cavallo, a través del nuevo Ministerio de Economía, Obras y Servicios Públicos. En el caso de las privatizaciones ferroviarias, los organismos estatales de control eran la Sindicatura General de Empresas Públicas (SIGEP), la Comisión Técnica de Seguimiento de las Privatizaciones Ferroviarias y la Comisión Bicameral de Seguimiento de las Privatizaciones. Con el objetivo de evitar mayores demoras en el proceso de transferencia de servicios a empresas privadas la SIGEP fue desjerarquizada en agosto de 1991, mientras que las objeciones planteadas por los demás organismos fueron desestimadas por el Ministerio de Economía o finalmente retiradas por los mismos organismos ante la presión del Poder Ejecutivo.
A este contexto se sumaban las disputas e impugnaciones entre los propios consorcios oferentes y al hecho de que varios de ellos estaban integrados por empresas de transporte automotor de pasajeros, consolidando de esta manera su poder oligopólico sobre el sector. Un caso paradigmático ocurría en el Ferrocarril Roca, donde uno de los accionistas principales de Trainmet era el dueño de las empresas de autotransporte Río de la Plata y Costera Criolla, que monopolizaban la comunicación entre Buenos Aires y La Plata y con la adjudicación del Ferrocarril Roca adquiría también una participación importante en un medio potencialmente competitivo.

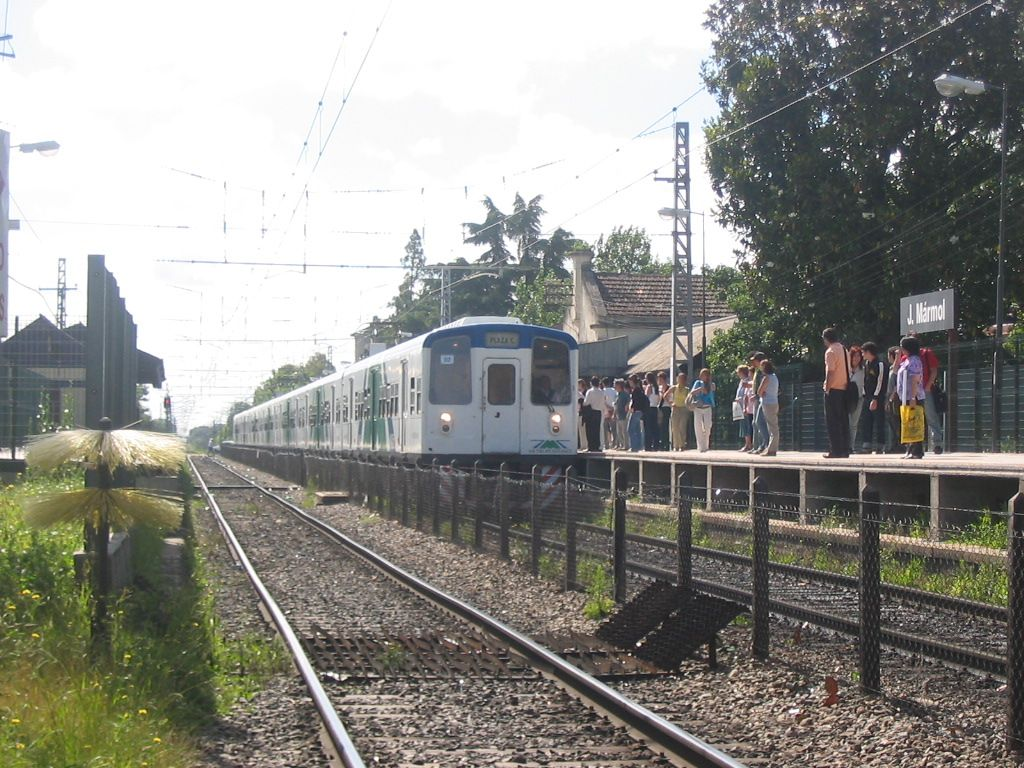
Tren eléctrico del Ferrocarril Roca.

Las continuas redefiniciones durante el proceso de transferencia continuaron una vez efectivizadas las adjudicaciones ya que al momento de realizarse las primeras privatizaciones no se habían establecido los correspondientes criterios de control ni conformado los organismos estatales idóneos para la regulación de los operadores privados. En 1990 el propio ministro Dromi desestimaba el papel del Estado sosteniendo que la misma sociedad se encargaría de controlar y exigir eficiencia y buen servicio a las empresas privatizadas.  En el caso de los ferrocarriles metropolitanos el esquema de privatización y control provisorio del sector estuvo a cargo de la Unidad de Coordinación del Programa de Reestructuración Ferroviaria (UCPRF) hasta tanto se conformara la Autoridad de Transporte del Área Metropolitana (ATAM) que sería integrada por la Nación, la Municipalidad de la Ciudad de Buenos Aires y la Provincia de Buenos Aires, aunque éste organismo nunca llegó a materializarse.  A partir de 1995, la necesidad financiera de reducir la cantidad de organismos de control, la falta de claridad en el manejo de los fondos asignados y el incumplimiento de las funciones previstas derivo en una reorganización de la Administración Pública Nacional denominada Segunda Reforma del Estado (1996). En el marco de esta nueva Ley se unificaron distintos entes de control en la Comisión Nacional de Regulación del Transporte (CNRT) que asumió las tareas de la Comisión Nacional de Transporte Ferroviario (CNTF), de la Comisión Nacional de Transporte Automotor (CONTA) y algunos meses después se le atribuyó también las funciones de la Unidad de Coordinación del Programa de Reestructuración Ferroviaria (UCPRF).
En 1995, con la totalidad del sistema de FEMESA en manos privadas, el Estado desembolsó 117 millones de pesos en concepto de subsidios a los grupos concesionarios y según los pliegos firmados, éstos aportes gubernamentales irían disminuyendo año a año hasta desaparecer definitivamente en 1998. Sin embargo, ya desde diciembre de 1995 surgieron las primeras propuestas para establecer aumentos en las tarifas, congeladas desde el 28 de marzo de 1991, que permitiesen disminuir más rápidamente la magnitud de los subsidios, mientras que, paralelamente, en 1996 se comenzó a analizar la posilibidad de renegociar los contratos ferroviarios considerando que los plazos de concesión y los planes de inversión aprobados eran insuficientes para las necesidades futuras del servicio, aunque la modernización del sistema debería ser financiada inexorablente por los usuarios, a través de nuevos aumentos tarifarios. Según la CNRT, en el primer trimestre de 1993, con todo el sistema bajo la órbita de FEMESA, 212 millones de personas habían utilizado el servicio ferroviario, mientras que en el mismo período de 1996, con toda la red operada por concesionarios privados, esa cifra había ascendido a 413 millones de pasajeros.

## Desarrollo Posterior

### Período 1997-2001

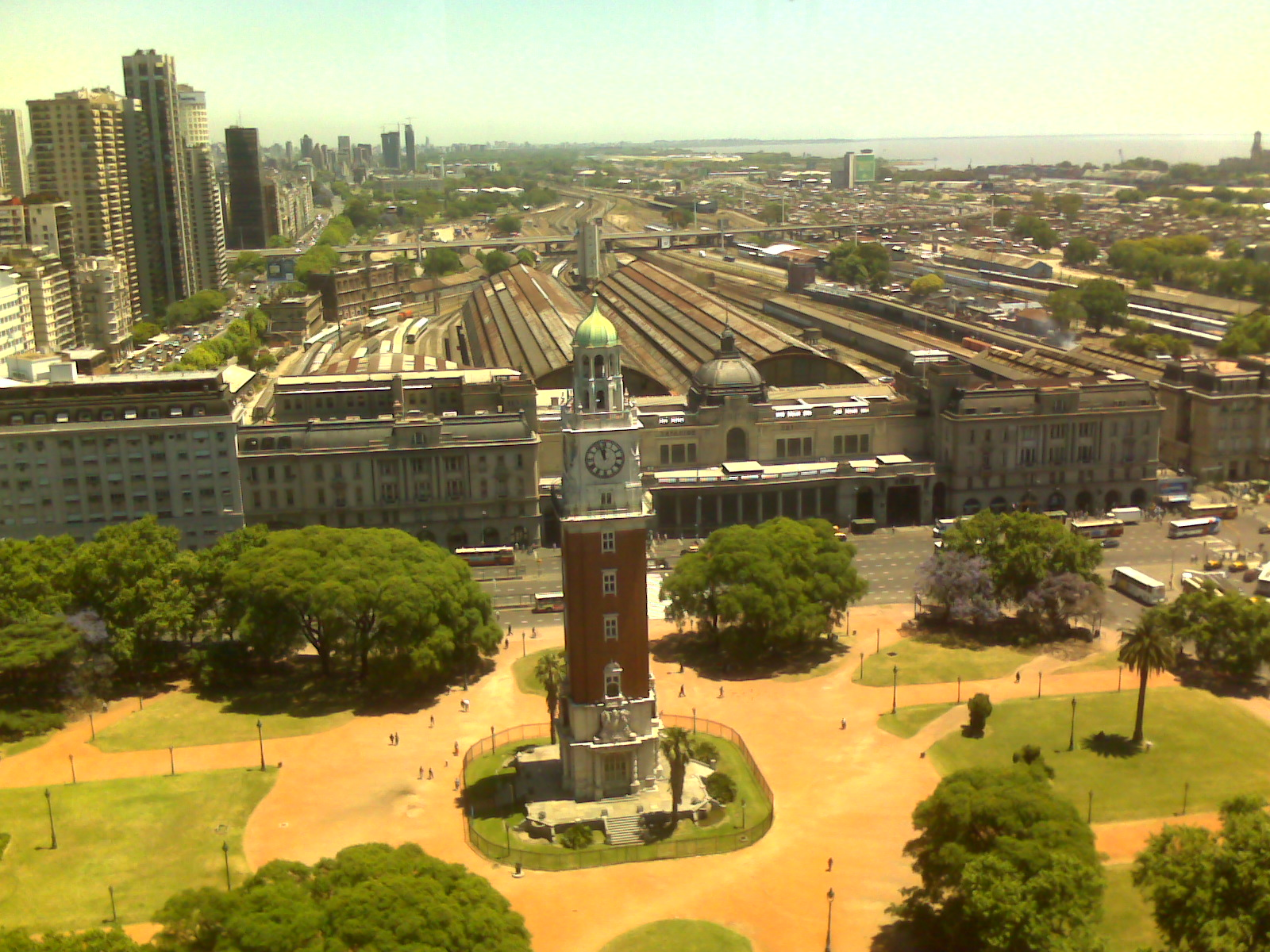
Vista del predio de Retiro cuya reformulación se planteó en los años 1990.

Según lo establecido por el artículo 1.º del Decreto N.º 2394/92, todos los entes que, como consecuencia del proceso de Reforma del Estado, hubiesen dejado de cumplir los objetivos o funciones para los cuales hubiesen sido creados, deberían ser declarados en estado de disolución y liquidación. Por lo tanto, habiéndose concretado la transferencia de todos los servicios ferroviarios a empresas privadas, la empresa nacional Ferrocarriles Argentinos fue declarada "En Liquidación" en julio de 1995, mientras que lo mismo ocurrió con FEMESA en enero de 1997.
La liquidación de Ferrocarriles Argentinos dejó al Estado las deudas de la ex empresa y casi 22.000 juicios pendientes, aunque también quedó un remanente de 13.000 viviendas y unas 4.000 estaciones desperdigadas por todo el país, eso sin contar galpones, depósitos, talleres, vagones, muebles, maquinarias, automotores y archivos, entre otras cosas. Conrespecto a los inmuebles ferroviarios el Estado procedió en algunos casos a su venta, donación o transferencia a las provincias o municipios con el objetivo de contribuir al desarrollo social y urbano de los pueblos y ciudades. En el caso de la Capital Federal el Estado aún conservaba edificios emblemáticos como las Galerías Pacífico (heredadas del ex Ferrocarril Buenos Aires al Pacífico) y los grandes Halls de las estaciones terminales, cuya administración se proyectaba privatizar ya fuese a través de los propios concesionarios del servicio o por intermedio de algún otro operador. Por su parte, las playas de maniobras de Caballito, Federico Lacroze, Estación Sola, Saldías y otras más serían reubicadas para permitir nuevos desarrollos urbanos en dichos terrenos, aunque sin dudas, el caso más paradigmático era el denominado "Proyecto Retiro". La idea de reconvertir el predio de Retiro habría surgido tras una queja del presidente Carlos Menem a fines de 1993, cansado de ver el abandono de aquella zona al hacer su habitual recorrido entre la Casa Rosada y la Quinta de Olivos. Dos semanas después de aquel reclamo el intendente Jorge Domínguez y el interventor de Ferrocarriles Argentinos, Matías Ordóñez, procedieron a remozar el área demoliendo el paredón que tapaba la playa de maniobras para luego proceder a la ampliación del Parque Thays y a la construcción de las calles rápidas alternativas de avenida del Libertador. Poco después, el 7 de octubre de 1994 el ministro de Economía, Domingo Cavallo, presentó ante el gabinete nacional una iniciativa para intervenir la totalidad del predio, sin embargo, ante la controversia planteada tanto por la oposición como por los urbanistas, el Poder Ejecutivo decidió convocar a un concurso de ideas auspiciado por la Sociedad Central de Arquitectos y a partir de los proyectos premiados Ferrocarriles Argentinos elaboraría el plan definitivo. En octubre de 1996 se conoció que el ganador del concurso era el estudio Varas-Baudizzone-Lestard, cuyo proyecto incluía el corrimiento de la parrilla de vías del ferrocarril hacía el río, lo que dejaría liberado un predio de unas 70 hectáreas que permitiría la ampliación del Parque Thays, la construcción de hoteles, oficinas y un cordón de torres de vivienda sobre la avenida Del Libertador desde Callao hasta Salguero. El proyecto también incluía la total erradicación de la Villa 31, la reconversión de la estación Retiro Mitre en un centro de convenciones y la construcción de una nueva gran terminal de transporte que unificaría a las tres líneas de ferrocarril (Mitre, Belgrano Norte y San Martín) con el subterráneo (Línea C y la proyectada Línea H) y los colectivos junto a la terminal de ómnibus. Si bien estaba previsto que los trabajos comenzaran a mediados de 1997, la aprobación final del plan se fue dilatando hasta que en el año 2000 el proyecto fue descartado por ser financieramente inviable. En aquel entonces el Gobierno Nacional reformuló el emprendimiento contemplando mantener el destino ferroviario de las estaciones Retiro Belgrano y Retiro Mitre, unificando en esta última los servicios de las líneas Mitre y San Martín. Además, el nuevo jefe de Gobierno de la ciudad de Buenos Aires, Aníbal Ibarra, anunció que el Proyecto Retiro incluiría también la urbanización de la Villa 31, lo que desató una polémica que se extendería por el resto de la década sobre si era justo construir un complejo de vivienda social en una de las zonas más cotizadas de la ciudad.

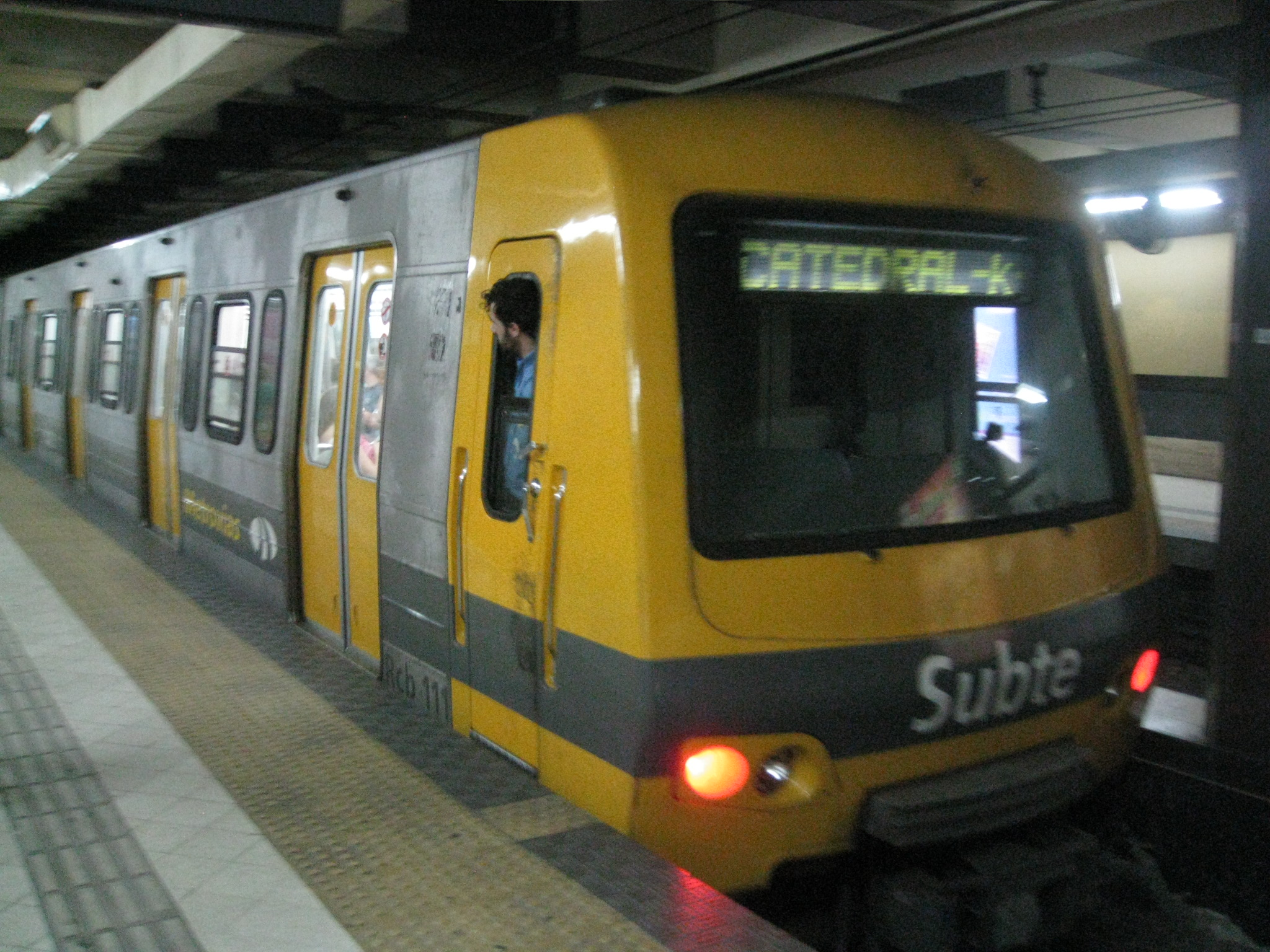
Formación de la Línea D de Subterráneos operada por Metrovías.

Mientras tanto, en junio de 1997, por medio del Decreto 543/97, el Gobierno Nacional autorizó la renegociación de los contratos firmados con las concesionarias ferroviarias del transporte metropolitano de pasajeros. Según el mencionado decreto, el cumplimiento de los contratos de concesión, en vigor desde el 1 de enero de 1994, había demostrado un desenvolvimiento satisfactorio, con un alto nivel de cumplimiento en los índices de regularidad y puntualidad de los servicios prestados, factor que había repercutido en un incremento de la demanda por parte de los usuarios. Esta situación habría estimulado a los concesionarios para realizar propuestas de modernización de la infraestructura y el material rodante, no contemplados originalmente en los planes de inversión aprobados en los contratos. Según el Gobierno, el aumento tarifario dispuesto en 1996, incluía un excedente destinado a la financiación de obras, por lo tanto, este factor sumado a la mayor facturación que registraban los operadores privados mediante el incremento de la demanda permitiría modificar el cronograma de obras sin volver a ajustar las tarifas. Por lo tanto, la única compensación que recibirían las empresas sería el alargamiento de los plazos de concesión para amortizar las inversiones.
El primer contrato renegociado, firmado entre Trenes de Buenos Aires S.A. y el Ministerio de Economía y Obras y Servicios Públicos fue aprobado en marzo de 1999. En el mismo se establecía una ampliación del plazo de concesión por 20 años más, es decir hasta 2025, y aumentos progresivos de la tarifa a instrumentarse entre abril de 1999 y el año 2003, que en total sumarían un incremento del 80% conrespecto a los valores de marzo de 1999. Como contraprestación la empresa concesionaria debía efectuar inversiones en infraestructura y material rodante (remodelación de estaciones, incorporación de coches con aire acondicionado, etc.), por un monto total aproximado de 2200 millones de dólares, cuyo cumplimiento debía ser previo y efectivo a cada uno de los aumentos tarifarios previstos. Además se autorizaba al concesionario para realizar nuevas actividades colaterales y se le extendía la posibilidad de prestar un servicio de pasajeros entre Retiro y Rosario, todo ello con el objetivo de ampliar los ingresos destinados a las nuevas obras y así evitar mayores desembolsos por parte del Estado Nacional. Sin embargo, un fallo judicial producido en el mes de mayo trabó la puesta en marcha del nuevo contrato, suspendiendo el aumento tarifario y los compromisos asumidos por la empresa.
Paralelamente, en abril de 1999 el Gobierno Nacional aprobó el nuevo contrato de concesión con la empresa Metrovías S.A., prolongando su plazo hasta el año 2017. Al igual que el contrato renegociado con TBA, Metrovías ofrecía financiar un nuevo plan de inversiones por 1400 millones de dólares a cambio de aumentos escalonados en las tarifas, que en el caso del subterráneo representaría una suba total del 50% a aplicarse entre mayo de 1999 y el año 2001, mientras que el caso de la Línea Urquiza, el aumento sería del 44% a implementarse en dos ajustes separados, uno en el año 2000 y otro en el año 2001. El nuevo contrato también determinaba que el Estado Nacional le devolvería al Gobierno de la Ciudad la autoridad para fiscalizar y controlar los servicios del subterráneo y premetro, potestad que le había sido enajenada al momento de realizarse la privatización.
Finalmente, el 26 de noviembre de 1999, a pocos días de abandonar la Presidencia de la Nación, Carlos Menem firmó los decretos que aprobaban los nuevos contratos de Metropolitano y Ferrovías. Para ambas empresas se autorizaba una extensión de 20 años en el plazo de la concesión y un aumento escalonado de las tarifas durante cinco años, cuyo promedio rondaría el 80%. A cambio Metropolitano se comprometía a invertir 1200 millones de dólares y Ferrovías unos 400 millones de dólares. Con esta decisión el Gobierno Nacional daba por finalizado el proceso de renegociación de los contratos ferroviarios iniciado en 1997 y que en líneas generales establecía que los concesionarios dejarían de percibir subsidios estatales una vez finalizados los contratos originales, mientras que las empresas se comprometían a financiar inversiones por un monto total aproximado de 4.000 millones de dólares.
Las renegociaciones de Metropolitano y Ferrovías fueron suspendidas a comienzos del mes de diciembre ante una medida de urgencia presentada por un diputado bonaerense del Frepaso, según el cual, no se trataba de una simple modificación del contrato, sino de contratos totalmente nuevos que perjudicaban a los usuarios. Si bien la medida de urgencia fue levantada en enero de 2000, el nuevo Gobierno encabezado por Fernando De la Rúa, dilató el aumento tarifario tras firmar un convenio con los concesionarios TBA, Metropolitano y Ferrovías, mediante el cual, el Poder Ejecutivo contaba con 120 días de plazo para revisar los contratos firmados y los planes de inversión. Finalmente las "Addendas" a los Contratos de Concesión de TBA y de Ferrovías fueron aprobados mediante los decretos N.º 104 (25/01/2001) y 167 (09/02/2001).
El Tren de la Costa tampoco fue ajeno a modificaciones: en 1997 la empresa Sociedad Comercial del Plata inauguró en el Tigre el centro de entretenimientos Parque de la Costa, que debía funcionar como complemento del tren turístico, sin embargo ese año la afluencia no aumentó, sino que disminuyó ligeramente a 3.200.000 pasajeros, y las pérdidas entre ambos emprendimientos alcanzaron los 9,5 millones de dólares. Para revertir dicha situación la empresa decidió modificar el negocio ofreciendo abonos con descuento y reconvirtiendo las estaciones en espacios temáticos diferenciados, aunque eso no evitó que la cantidad de gente transportada por el ferrocarril turístico volviese a caer en 1998 a 2.500.000 pasajeros. La pérdida del atractivo de los usuarios y la recesión económica se hicieron sentir en 1999 cuando la afluencia de pasajeros descendió a 1.700.000.

### Período 2002-2007

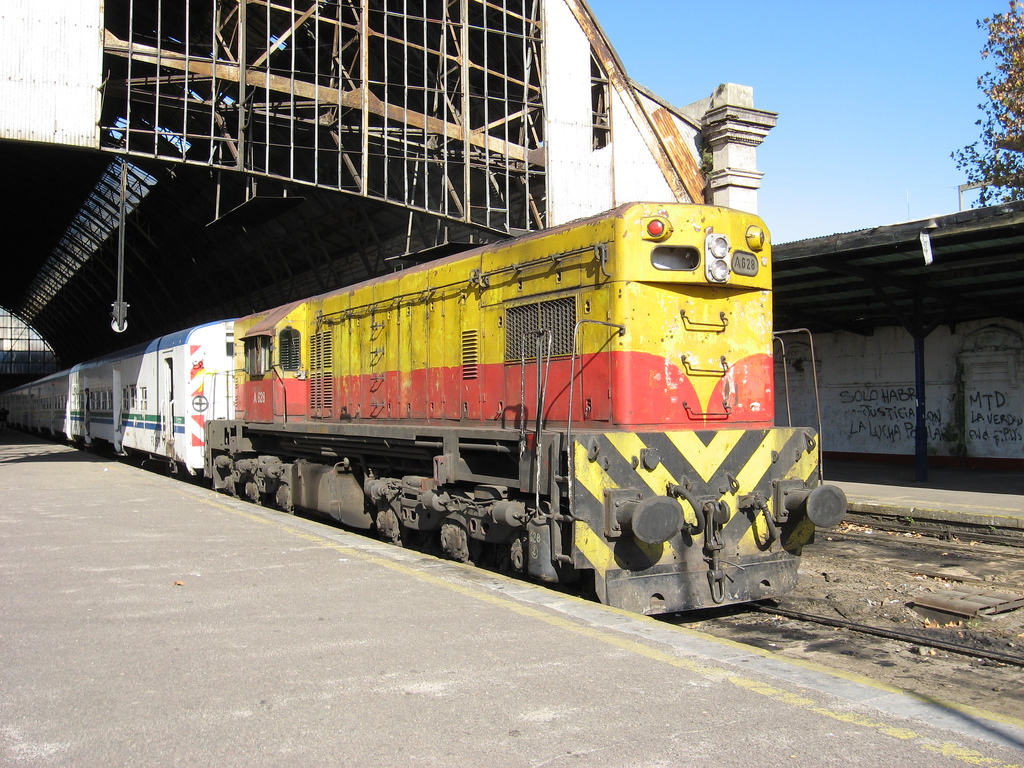
Tren saliendo de la estación La Plata, administrado por la empresa Metropolitano.

Tras la crisis de diciembre de 2001, el Estado Nacional promulgó en octubre de 2002 el Decreto 2075 declarando en "estado de emergencia" la prestación de los servicios del sistema de transporte público ferroviario de superficie y subterráneo del Área Metropolitana de Buenos Aires. Según el mencionado Decreto, los contratos y las respectivas Addendas firmadas con los concesionarios preveían la realización de inversiones financiadas a través de aumentos tarifarios, reinversión de los cánones, aportes del Estado Nacional y financiamiento obtenido a través de los mercados de capitales. Sin embargo, la crisis fiscal de las cuentas públicas impedía al Estado Nacional realizar los respectivos aportes y subsidios pactados, reconociendo además un atraso en el desembolso de los mismos. Por otra parte, la situación financiera del país impedía que el sector privado pudiese obtener líneas de crédito en el mercado de capitales, mientras que la modificación del tipo de cambio había agravado algunos costos críticos de las empresas concesionarias. Ante esta situación, el Poder Ejecutivo Nacional consideraba indispensable aplazar temporalmente los planes de inversión previstos (en su mayoría sin principio de ejecución), ratificándose además la suspensión de los incrementos tarifarios dispuestos para el 1 de enero de 2002, establecidos en las Addendas aprobadas mediante los decretos 104 y 167 del año 2001. A su vez los concesionarios debían formular un programa de emergencia que incluyera únicamente las obras que fueran indispensables para garantizar la prestación de los servicios. El Estado aseguraba a las empresas ferroviarias metropolitanas la plena vigencia de los contratos mientras durase el estado de emergencia, sin embargo, las mismas debían garantizar la aplicación de los contratos colectivos de trabajo vigentes y no podrían efectuar reducciones salariales o despedir personal.

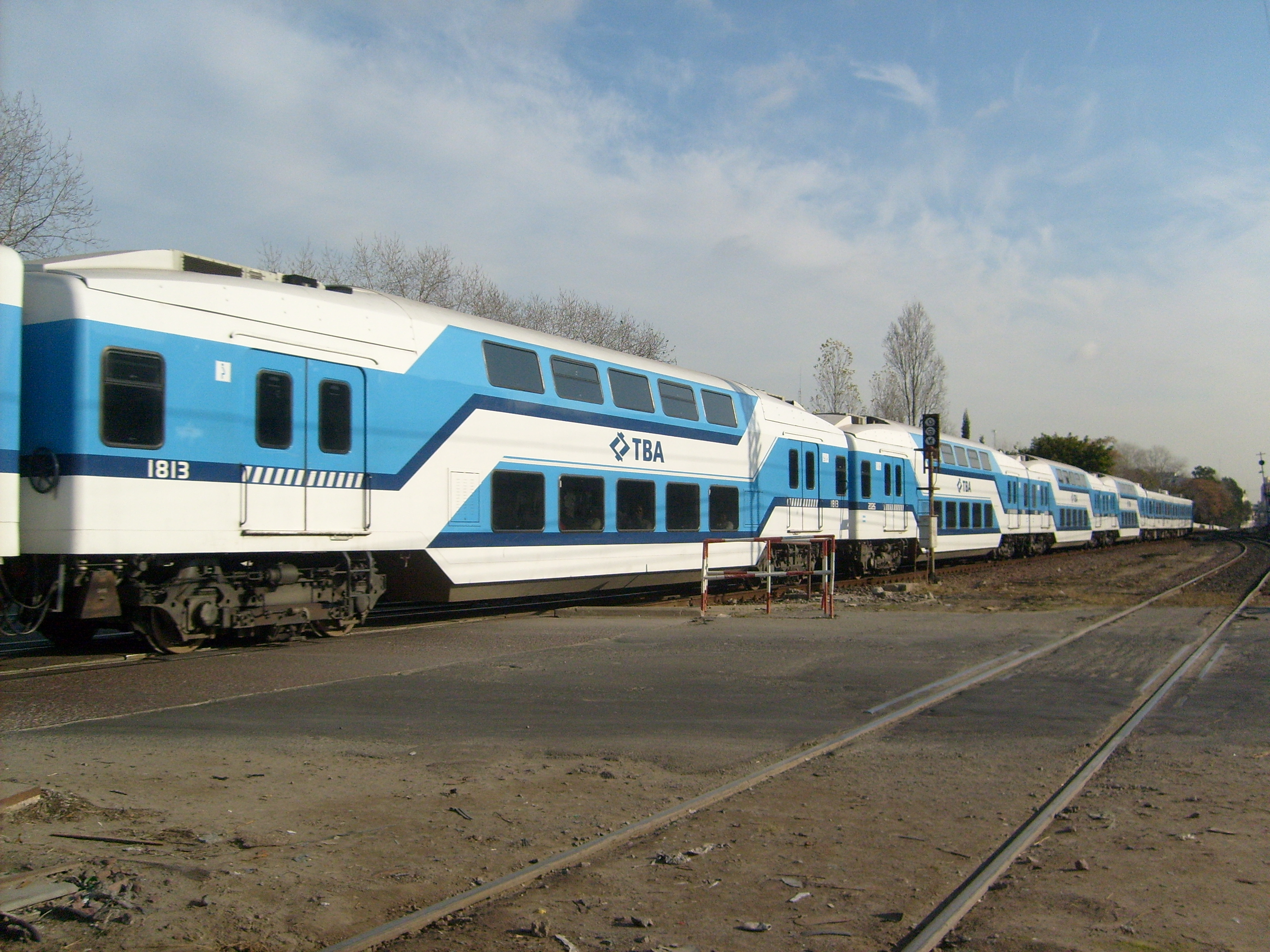
Trenes doble piso, incorporados por TBA en la línea Sarmiento.

FEMESA continuó en liquidación desde 1997 hasta la extinción de su personería jurídica en 2004. La empresa Ferrocarril General Belgrano Sociedad Anónima quedó entonces a cargo del resguardo del archivo de documentación de Ferrocarriles Argentinos y FEMESA.